# Claudio Morel Rodríguez
Claudio Marcelo Morel Rodríguez (Asunción, 2 februari 1978) is een Paraguayaanse ex-voetballer.
Hij is houder van het spelersrecord voor de meeste Copa Sudamericana-overwinningen (drie) - eenmaal met San Lorenzo in 2002, en tweemaal met Boca Juniors in 2004 en 2005.
Hij speelde ook als linksback voor het nationale team van Paraguay. Hij is de zoon van ex-Paraguayaanse voetballer Eugenio Morel.

## Carrière

### Clubcarrière

#### San Lorenzo (1998-2004)
Claudio Morel begon zijn carrière in Argentinië bij San Lorenzo in de Primera División. Nadat hij in 1998 debuteerde voor het eerste team, wist hij in het seizoen 2000-01 de Clausura te winnen met San Lorenzo en in datzelfde seizoen hielp hij zijn club om tevens de Copa Mercosur te winnen door in de finale de Braziliaanse club Flamengo te verslaan. Het seizoen erna won hij voor de eerste keer de Copa Sudamericana door met San Lorenzo het Colombiaanse Atlético Nacional met 4-0 te verslaan in de finale.
In totaal speelde hij 135 officiële wedstrijden voor het team en scoorde hij daarin tweemaal voor San Lorenzo (beiden tegen Newell's Old Boys).

#### Boca Juniors (2004-2010)
In 2004 maakte hij de overstap naar Boca Juniors, waarvoor hij zijn debuut maakte in een 0-0 gelijkspel tegen Lanús op 15 augustus 2004. Zijn eerste trofee met Boca kwam in 2004, toen de club de Copa Sudamericana won door de Boliviaanse club Bolívar met 2-1 te verslaan over twee wedstrijden in de finale. Zijn meest succesvolle seizoenen bij Boca Juniors waren tussen 2005 en 2006, toen hij als basisspeler deel uitmaakte van het team dat tweemaal de Recopa Sudamericana won, eenmaal de Copa Sudamericana en zowel de Apertura (2005) als de Clausara (2006) won.
Op 10 februari 2007 scoorde Morel zijn eerste doelpunt voor Boca Juniors in een 4-0 overwinning tegen Banfield. Later dat jaar speelde Morel mee in de wedstrijden voor de FIFA Club World Cup 2007 in Japan, waar hij verliezend finalist was met Boca Juniors na een 4-2 verlies tegen AC Milan.
Door zijn successen bij Boca Juniors eindigde Morel als tweede achter mede-Paraguayaan Salvador Cabañas in de verkiezing voor Zuid-Amerikaans Voetballer van het Jaar 2007. Hij werd daarnaast ook verkozen in het "Zuid-Amerikaans elftal' van 2007.
In augustus 2008 hielp hij Boca Juniors om opnieuw de Recopa Sudamericana te winnen, door de Argentijnse club Arsenal met 5-3 te verslaan. In december 2008 werd hij door de pers verkozen tot Paraguayaanse voetballer van het jaar.
Op 20 juni 2010, voorafgaand aan Paraguay's groepswedstrijd tegen Slowakije op de WK voetbal 2010, kondigde Boca Juniors aan dat ze Claudio Morel's contract niet zouden verlengen.

#### Deportivo La Coruña (2010-2012)
Het succes van Paraguay op het WK 2010 - waar ze de kwartfinales behaalden en Morel alle wedstrijden meespeelde - zorgde ervoor dat hij na zijn aflopende contract bij Boca Juniors een overstap kon maken naar het Spaanse Deportivo La Coruña. In zijn eerste seizoen kwam Morel tot 15 officiële wedstrijden, en degradeerde Deportivo aan het einde van het seizoen onverwacht naar de Segunda División. Ook in het seizoen erna, toen Deportivo met een recordaantal punten meteen weer promoveerde, kwam Morel slechts 18 wedstrijden in actie.
Na twee seizoenen in Spanje besloot Morel om terug te keren naar de Argentijnse competitie.

#### Independiente (2012-2014)
Op 20 juli 2012 sloot Morel zich aan bij het Argentijnse Independiente. Hij maakte zijn debuut op de eerste speeldag van het seizoen tegen Newell's Old Boys, een wedstrijd die in Rosario in 0-0 eindigde. Morel vestigde zich al snel als startende linksback van Independiente, waarbij hij een grote bijdrage had in het team maar ook bekend stond om zijn buitensporige overtredingen (in één competitiehelft kreeg hij zeven gele en een rode kaart).
Als basisspeler maakte Morel deel uit van het team van Independiente dat in 2013 voor het eerst in zijn geschiedenis degradeerde naar de Primera "B" Nacional, waarbij de degradatie uitgerekend onafwendbaar werd na een 0-1 nederlaag tegen zijn oude club San Lorenzo. In zijn tweede seizoen was Morel in de tweede divisie vooral een wisselspeler, en had hij een beperkte bijdrage aan de promotie van Independiente naar de Primera División.
Medio 2014 besloot de club om zijn aflopende contract bij Independiente niet te verlengen.

#### Terugkeer naar Paraguay (2014-2018)
Na zijn aflopende contract besloot Morel om terug te keren naar zijn thuisland Paraguay. In de laatste 4 seizoenen van zijn carrière speelde hij voor 4 Paraguayaanse clubs op verschillende nationale niveaus. Aan het einde van het seizoen 2017-18 zette Morel een punt achter zijn actieve loopbaan.

### International
Morel debuteerde op 3 november 1999 voor het Paraguayaanse elftal in een wedstrijd tegen Bolivia.
Nadat Gerardo Martino in 2006 aantrad als bondscoach werd Morel een vaste waarde in de selectie van Paraguay, waar hij de vaste linksback werd bij interlandwedstrijden.
Hij nam deel aan verschillende eindtoernooien, waaronder de Copa América in 2007 en het WK voetbal 2010 in Zuid-Afrika. In totaal speelde Morel 35 interlands waarin hij 2 keer scoorde. Hij speelde zijn laatste interland op 10 oktober 2010 tijdens een vriendschappelijk duel tegen Nieuw-Zeeland.

## Trainerscarrière
In het begin van 2019 werd bekend dat de Paraguayaanse club Sarmiento de Leones hun oud-speler Morel hadden aangesteld als manager van de club.
In februari 2021 keerde Morel terug naar Boca Juniors, waar hij actief is als trainer van verschillende jeugdelftallen.